# Burlingame (Califórnia)
Burlingame é uma cidade localizada no estado americano da Califórnia, no Condado de San Mateo. Foi incorporada em 1908. Situa-se na península de São Francisco e tem uma costa significativa na baía de São Francisco. A cidade recebeu o nome do diplomata Anson Burlingame e é conhecida por seus numerosos bosques de eucaliptos, alta qualidade de vida, área central acessível a pé e excelente sistema de ensino público. Possui mais de 31 mil habitantes, de acordo com o censo nacional de 2020.

## Geografia
De acordo com o Departamento do Censo dos Estados Unidos, a cidade tem uma área de 15,6 km², dos quais 11,4 km² estão cobertos por terra e 4,2 km² (27,2%) por água.

### Localidades na vizinhança
O diagrama seguinte representa as localidades num raio de 16 km ao redor de Burlingame. 

## Demografia
Desde 1910, o crescimento populacional médio, a cada dez anos, é de 43,6%.

### Censo 2020
De acordo com o censo nacional de 2020, a sua população é de 31 386 habitantes e sua densidade populacional de 2 758,5 hab/km². Seu crescimento populacional na última década foi de 9,0%, acima do crescimento estadual de 6,1%. É a nona cidade mais populosa e também a sétima mais densamente povoada do condado de San Mateo.
Possui 13 170 residências que resulta em uma densidade de 1 157,5 residências/km² e um aumento de 1,1% em relação ao censo anterior. Deste total, 5,2% das unidades habitacionais estão desocupadas. A média de ocupação é de 2,5 pessoas por residência.
A renda familiar média é de 128 447 dólares e a taxa de emprego é de 67,9%.

### Censo 2010
Segundo o censo nacional de 2010, a sua população era de 28 806 habitantes e sua densidade populacional de 2 522,01 hab/km². Possuía 13 027 residências que resultava em uma densidade de 1 140,53 residências/km².

## Marcos históricos
O Registro Nacional de Lugares Históricos lista quatro marcos históricos em Burlingame. O primeiro marco foi designado em 19 de abril de 1978 e o mais recente em 22 de março de 2016, o William A. Whifler House.